# نادي ترانز نارفا
نادي ترانز نارفا (بالإنجليزية: JK Narva Trans)‏ هو فريق كرة قدم من مدينة نارفا في إستونيا، أُسس بتاريخ 1979، يلعب في دوري إستونيا الممتاز، في Narva Kreenholm Stadium ‏.

## وصلات خارجية
- صفحة بيانات نادي ترانز نارفا على موقع كووورة، تاريخ الوصول: 22 سبتمبر 2018.
- الموقع الرسمي للنادي